# Una-Sana kanton
Una-Sana (bosniska: Unsko-sanski kanton, kroatiska: Unsko-sanska županija, serbiska: Унско-сански кантон) är en kanton (ett län) i entiteten Federationen Bosnien och Hercegovina. Dess administrativa centrum och största stad är Bihać. Kantonen har fått sitt namn efter floderna Una och Sana.